# Fjerre Herred
Fjerre Herred (svensk: Fjäre Härad) var det nordligste herred i Halland.
I herredet lå (og ligger) bl.a. købstaden Kongsbakke (svensk: Kungsbacka) samt herregårdene Rossered (svensk: Rossared), Gåsevadholm og Dal.

## Sogne[1]
I Kungsbacka kommun:
- Fjærås
- Frillesås
- Førlanda
- Gællinge
- Hanhals
- Idala
- Landa
- Onsala
- Slæp
- Tølø
- Vallda
- Ælvsåker
- Ølmevalla

I Mølndals kommun:
- Lindome